# Olympische Jugend-Sommerspiele 2010/Teilnehmer (Mexiko)
| Gelbes Symbol für Goldmedaillen mit stilisierten Olympischen Ringen | Graues Symbol für Silbermedaillen mit stilisierten Olympischen Ringen | Braundes Symbol für Bronzemedaillen mit stilisierten Olympischen Ringen |
| ------------------------------------------------------------------- | --------------------------------------------------------------------- | ----------------------------------------------------------------------- |
| —                                                                   | 1                                                                     | 5                                                                       |

Die Jugend-Olympiamannschaft aus Mexiko für die I. Olympischen Jugend-Sommerspiele vom 14. bis 26. August 2010 in Singapur bestand aus 42 Athleten.

## Flaggenträger
Der Wasserspringer Iván García trug die Flagge Mexikos während der Eröffnungszeremonie am 12. August im Marina Bay Floating Stadium.

## Medaillengewinner
Mit einer gewonnenen Silber- und fünf Bronzemedaillen belegte das armenische Team Platz 67 im Medaillenspiegel.

### Silber
- Briseida Acosta, Taekwondo: Klasse über 63 kg

### Bronze
- Jorge Camacho, Moderner Fünfkampf: Einzel
- Pedro Castañeda, Kanu: Kajak-Einer Sprint
- Aremi Fuentes, Gewichtheben: Schwergewicht
- Iván García, Wasserspringen: Turmspringen
- Alejandro Valdés, Taekwondo: Klasse bis 63 kg

## Athleten nach Sportarten

### Badminton
| Mädchen - Mariana Ugalde Einzel: 17. Platz | Jungen - Job Castillo Einzel: 9. Platz |

### Bogenschießen
| Mädchen - Mariana Avitia Einzel: 4. Platz Miyed: 17. Platz (mit Joni Hautamäki Finnland) | Jungen - Jafet Farjat Einzel: 17. Platz Mixed: 17. Platz (mit Elizabeth Cheok Singapur) |

### Boxen
Jungen
- Daniel Echeverría
Leichtgewicht: 4. Platz

### Gewichtheben
| Mädchen - Aremi Fuentes Schwergewicht: Bronze | Jungen - Moisés Sotelo Superschwergewicht: 6. Platz |

### Judo
Jungen
- Fernando Vanoye
Klasse bis 100 kg: 9. Platz
Mixed: 9. Platz (im Team Paris)

### Kanu
Jungen
- Pedro Castañeda
Kajak-Einer Sprint: Bronze 
Kajak-Einer Slalom: DNF (Vorlauf)

### Leichtathletik
| Mädchen - Yanelli Caballero 5000 m: 5. Platz - Tiziana Ruiz Stabhochsprung: 10. Platz - Ivonne Rangel Dreisprung: 9. Platz | Jungen - Héctor Ruiz 100 m: 10. Platz - César Ramírez 110 m Hürden: 13. Platz - Jesús Vega 10 km Gehen: 7. Platz - Diego del Real Hammerwurf: 9. Platz |

### Moderner Fünfkampf
| Mädchen - Tamara Vega Einzel: 10. Platz Mixed: 5. Platz (mit Eric Krüger Deutschland) | Jungen - Jorge Camacho Einzel: Bronze Mixed: 10. Platz (mit Emily Greenan Irland) |

### Radsport
- Ingrid Drexel
- Ulises Alfredo Castillo
- Christopher Mireles
- Carlos Morán
Mixed: 6. Platz

### Ringen
Jungen
- Pedro Ramírez
Griechisch-römisch bis 58 kg: 5. Platz

### Schießen
| Mädchen - Mariana Nava Luftpistole 10 m: 17. Platz - Isamar Guerrero Luftgewehr 10 m: 17. Platz | Jungen - Julio Nava Luftpistole 10 m: 14. Platz - Erick Arzate Luftgewehr 10 m: 6. Platz |

### Schwimmen
Mädchen
- Lourdes Villaseñor
100 m Rücken: 23. Platz
200 m Rücken: 21. Platz

### Segeln
| Mädchen - Diana Valera Windsurfen: 12. Platz | Jungen - José Dávila Windsurfen: 14. Platz |

### Taekwondo
| Mädchen - Mónica Chávez Klasse bis 55 kg: 5. Platz - Ana Pérez Klasse bis 63 kg: 5. Platz - Briseida Acosta Klasse über 63 kg: Silber | Jungen - Alejandro Valdés Klasse bis 63 kg: Bronze - José Ramos Klasse über 73 kg: 5. Platz |

### Triathlon
| Mädchen - Adriana Barraza Einzel: 4. Platz Mixed: Bronze (im Team Amerika 1) | Jungen - Luis Oliveros Einzel: 13. Platz Mixed: 5. Platz (im Team Amerika 2) |

### Turnen

#### Gymnastik
| Mädchen - Karla Salazar Einzelmehrkampf: 40. Platz | Jungen - Javier Cervantes Einzelmehrkampf: 30. Platz Pferd: 7. Platz |

#### Rhythmische Sportgymnastik
Mädchen
- Isha Sánchez
Einzel: 17. Platz

### Wasserspringen
| Mädchen - Teresa Vallejo Kunstspringen: 11. Platz Turmspringen: 9. Platz | Jungen - Iván García Kunstspringen: 11. Platz Turmspringen: Bronze |